# Aristolochia grandiflora
Aristolochia grandiflora även pelikanpipranka är en piprankeväxtart som beskrevs av Olof Swartz. Aristolochia grandiflora ingår i släktet piprankor, och familjen piprankeväxter. Inga underarter finns listade i Catalogue of Life.